# Agnes Lum
Agnes Nalani Lum (Honolulu, 21 maggio 1956) è un'ex modella statunitense.
Da giovanissima era una indossatrice di costumi da bagno (una gravure idol).

## Carriera
Nata a Honolulu, nelle Hawaii, il 21 maggio del 1956 da padre cinese e da madre statunitense di origini indigene hawaiiane, Agnes Lum fu popolarissima in Giappone fra la seconda metà degli anni settanta e i primi anni ottanta come indossatrice di bikini, comparendo in televisione come protagonista di spot pubblicitari vestita solo di tale indumento, divenendo un vero e proprio simbolo dell'ideale di bellezza femminile. Fu soprannominata Lum-chan per evitare confusione con Agnes Chan, un'altra modella molto famosa nello stesso periodo. A lei si ispirò la mangaka Rumiko Takahashi nella realizzazione del personaggio di Lamù (in originale, appunto, Lum). Agnes Lum nel corso della propria carriera incise anche tre album musicali: Ame-agari no Dauntaun, With Love e I Am Agnes Lum. Successivamente l'ex-modella è stata testimonial in alcuni spot pubblicitari televisivi. Dopo questo breve tentativo di acquisire notorietà anche come cantante, Agnes Lum si è sposata e vive alle Hawaii.
Una sua gigantografia appare in un frame di due pellicole di Jackie Chan del 1988, ovvero Police Story 2  e Inspector Wear Skirt 2 (quest'ultima solo prodotta dal divo di Hong Kong); la stessa Agnes, in varie interviste dell'epoca, ha sempre dichiarato di essere fan di Jackie Chan. Nel 1991 avrebbe dovuto prendere parte al cult di Jackie Armour of God II - Operation Condor, ma per cause sconosciute non si fece nulla e il ruolo andò a Ikeda Shoko.